# Chi Lĩnh xuân
Chi Lĩnh xuân (danh pháp khoa học: Euptelea) là một chi của 2 loài cây gỗ/cây bụi với lá sớm rụng. Các loài trong chi này sinh sống trong khu vực từ Assam về phía đông qua Trung Quốc tới Nhật Bản.
Chi Lĩnh xuân là chi duy nhất trong họ Eupteleaceae. Họ này được nhiều nhà phân loại học thực vật công nhận. Hệ thống APG II năm 2003; không thay đổi so với hệ thống APG năm 1998, cũng công nhận họ này và đặt nó trong bộ Mao lương (Ranunculales), trong nhánh thực vật hai lá mầm thật sự cơ bản.
Đặc điểm đáng chú ý của họ này là các lá có răng cưa mọc thành vòng xoắn với các gân lá to, hình lông chim vàngược tới các khía răng cưa, hoa nhỏ thiếu bao hoa và có các bao phấn với các lá noán liên kết dài và tách rời hình cuống. Quả là dạng quả cánh nhỏ hình đĩa mà một bên của nó là các dấu tích sót lại của các núm nhụy giống như một cái chổi.

## Các loài
- Euptelea pleiosperma (đồng nghĩa: E. davidiana, E. delavayi, E. franchetii, E. minor): Himalaya, Trung Quốc
- Euptelea polyandra: Nhật Bản